# Sfärulit

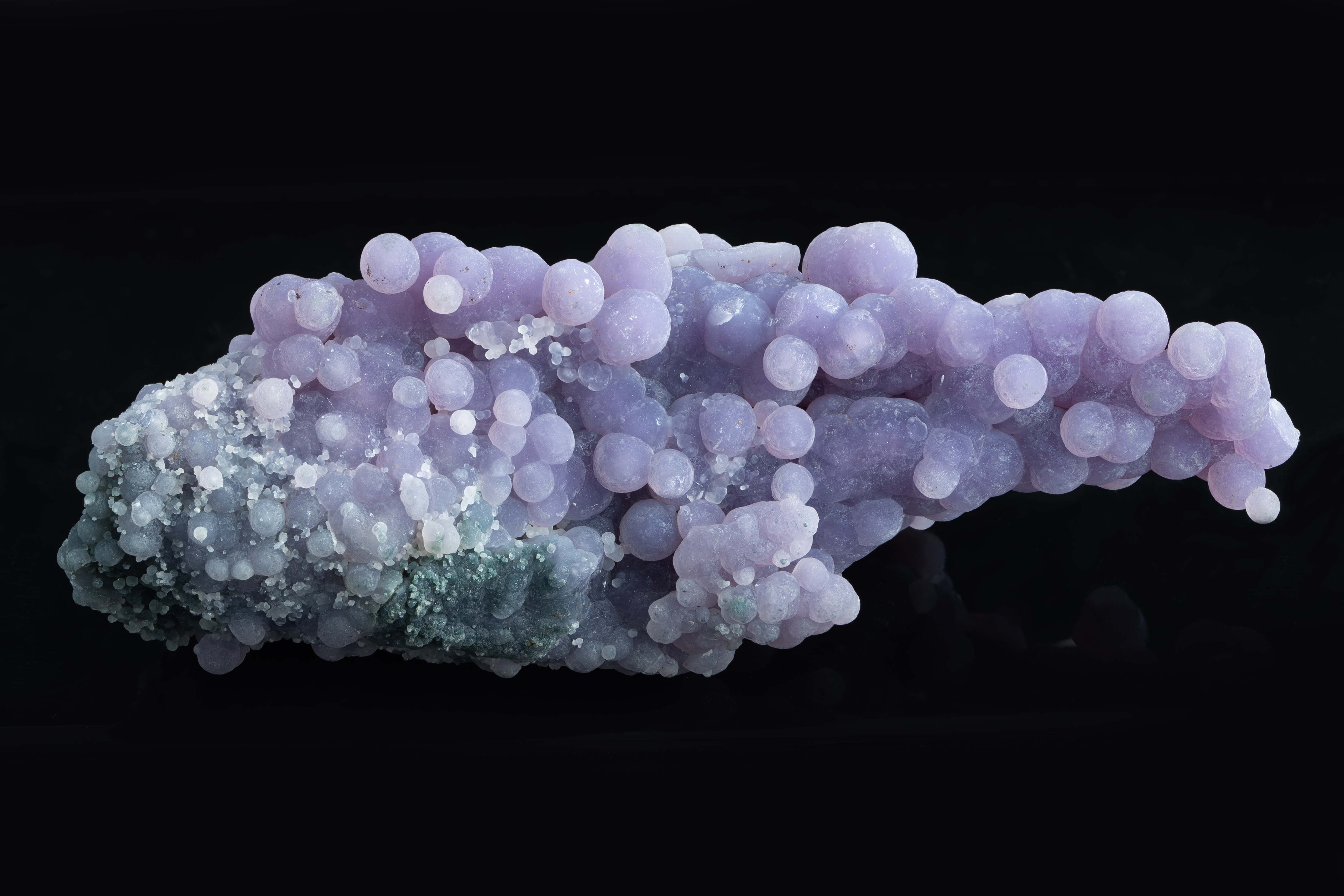
Druvagat består av sfäruliter.

Sfäruliter är inom petrologi små, rundade klot som är vanliga i glasmagmatiska bergarter. De förekommer ofta i obsidian och ryolit som små kulor med en mattare lyster än den omgivande glasartade bergarten, och om de undersöks med en lins kan man se en fibrös, strålande struktur.